# 水都祭
水都祭（すいとさい）は、大阪府大阪市で行われる花火祭り。現在は天神祭の一環として行われている。

## 概略
昭和21年（1946年）夏、戦災で焼け野原となった大阪の復興を願い、大阪日日新聞の主催により淀川河畔の豊里大橋付近で開始される。平成14年（2002年）より天神祭奉納花火と合同。民間企業・団体等の協賛金で運営され、天神祭の際に大川左岸の桜之宮公園と右岸の造幣局本局前で花火を打ち上げる。2015年9月、水都祭復活を目指してもとの開催地豊里大橋付近にて花火が65発打ち上げられた。